# Kollektivroman
Kollektivroman betegner en roman, der ikke har én eller få hovedpersoner, men beskriver en større gruppe mennesker, der er knyttet sammen af bånd, der er bredere end en slægts. På dansk er Hans Kirks Fiskerne et typisk eksempel.